# Corrado Fumagalli (cestista)
Corrado Fumagalli (Como, 4 luglio 1966) è un ex cestista italiano.
Giocatore piccolo e snello, dotato di buoni fondamentali e di grandissima velocità, ha calcato per 19 anni i parquet dei campionati professionistici, dagli anni Ottanta al finire dei Novanta, continuando però poi l'attività nei campionati minori, nazionali e regionali.

## Carriera

### Gli anni in Serie A
Fumagalli cresce cestisticamente a Cantù. Sotto la guida di Gianni Lambruschi e Gino Casamassima, vinse 7 scudetti giovanili tra allievi, cadetti e juniores. A 15 anni venne votato come miglior 1966 d'Italia, venendo convocato in nazionale per i campionati europei juniores (con quelli nati nel 1964).
Nel frattempo orbitava già stabilmente nel giro della prima squadra, dietro ad un maestro come Pierluigi Marzorati. Non mancarono occasioni per mettersi in mostra, come in semifinale di Coppa Campioni contro il Real Madrid, in cui condusse Cantù alla vittoria dopo i supplementari con Marzorati e Cattini fuori per falli; o ancora nei playoff di campionato a Bologna contro la Virtus Bologna.
Nel 1987, dopo 5 anni vissuti all'ombra di Marzorati, decise di lasciare Cantù. Stefanel Trieste e Libertas Forlì, entrambe in A2, erano le due destinazioni più probabili, alla fine Fumagalli optò per la cittadina romagnola, dove per altro vive tuttora. Alla terza stagione a Forlì, nel 1989-1990, conquistò la promozione in serie A1. Una salvezza e poi una retrocessione, la prima in carriera.
Lasciò Forlì e passo alla Fortitudo Bologna, con la quale conquistò la promozione in serie A1 nella stagione 1992-93. La stagione 1993-94 fu una delle migliori in assoluto per Fumagalli, ma ciò nonostante la stagione successiva lo accantonò per fare spazio ad Aleksandar Đorđević. Non volendo ripetere l'esperienza di Cantù, decise di abbandonare la Fortitudo e passò alla Mens Sana Siena, dove ritrovò Carlo Recalcati ed il suo compagno bolognese Dallas Comegys. Ma a dicembre si ruppe il legamento crociato e l'esperienza senese terminò prematuramente.
Ristabilitosi dall'infortunio, nel 1995-96 seguì Recalcati all'Aresium Milano, il progetto di Scotti di creare un'alternativa alla blasonata Olimpia. Esperienza negativa per entrambi, con Fumagalli che a metà stagione passò alla Pallacanestro Goriziana, dove ritrovò il mostro sacro della pallacanestro italiana, il canturino Antonello Riva. A Gorizia terminò la stagione in corso e rimase per quella successiva. Nella stagione 1997-98 come allenatore arrivò Fabrizio Frates, con il quale Fumagalli non riuscì a legare: così a metà stagione, nel 1998, decise di tornare alla Libertas Forlì, dove per altro fu eliminato ai playoff proprio da Gorizia.
Nell'estate del 1998 Fumagalli trova un accordo con il Basket Fabriano ma la sua stagione si conclude a dicembre, per via di un brutto infortunio alla caviglia.

### Gli anni nelle minors
Nel 1999 Fumagalli ha ancora mercato tra i pro, ma a 33 anni comincia a farsi sentire la voglia di stare vicino a casa, e così decise di scendere in B2 sposando il progetto della Libertas Basket 80 Forlì. Nel giro di due anni arrivò la promozione in B1, ma in disaccordo con le eccessive manovre di mercato della società, a sorpresa Fumagalli lasciò la squadra e scese addirittura in serie D, al Cervia. Lui raggiunse la promozione, mentre la Libertas retrocesse nuovamente in B2. Fumagalli tornò così alla Libertas, disputando quello che a tutt'oggi è il suo ultimo campionato cadetto (stagione 2002-03).
Nel 2003 scese ancora in serie D, mettendosi a disposizione di un progetto molto ambizioso, quello dell'AICS Forlì. Come da programmi, due promozioni consecutive ed una sfiorata nel 2006, ma proprio all'indomani della fine del campionato arriva un'altra doccia fredda, con l'AICS che decide di rinunciare al campionato di serie C1.
L'AICS si iscrive al campionato di Promozione e Fumagalli la segue, ovviamente risultando immarcabile per chiunque. Ma con un altro colpo di scena a gennaio si trasferì a Castenaso, squadra anch'essa di Promozione (ma in un altro girone), che lo strappò ai rivali a suon di denari.
Dopo la parentesi al Castenaso, Fumagalli è tornato all'AICS per i due successivi campionati di serie C2. Nel 2009 è tornato in Promozione con la canotta del Regina Pacis Forlì.

## Palmarès
- Coppa dei Campioni: 1

Pall. Cantù: 1982-83
- Coppa Intercontinentale: 1

Pall. Cantù: 1982